# I dieci comandamenti (film 1923)
I dieci comandamenti (The Ten Commandments) è un film muto del 1923, diretto da Cecil B. DeMille. Lo stesso regista ne fece un remake omonimo nel 1956.

## Produzione
Con un esorbitante budget a disposizione (più di un milione di dollari), DeMille realizza un'opera rimasta famosa per la plasticità e la grandiosità delle scene di massa (con 2.500 comparse e 4.000 animali impiegati), per l'uso sperimentale di alcune riprese in Technicolor e per le inquadrature subacquee degli egiziani travolti dai flutti. DeMille userà parecchio materiale nel remake che farà nel 1956, alcune inquadrature e diversi primi piani.
Nel 1923, Cecil B. De Mille esordisce nel filone biblico con la versione muta dei Dieci Comandamenti, con Theodore Roberts nel ruolo di Mosè e Charles de Rochefort in quello di Ramses. Rispetto al remake del 1956, l'edizione originale ha una seconda parte di ambientazione contemporanea.
L'effetto della partenza dal Mar Rosso venne creato posizionando due strati di gelatina blu l'uno accanto all'altro, fatti riscaldare fino a farli sciogliere, quindi montando la scena girata al contrario.
Julia Faye, che in questo film interpreta la moglie del faraone, verrà richiamata 33 anni dopo dallo stesso DeMille per girare il rifacimento, interpretando in quell'occasione la moglie di Aaron.

## Trama
La trama si ispira ai racconti biblici: Mosè chiede al faraone di liberare gli ebrei ma lui non accetta. Vengono mandate dunque sull'Egitto le piaghe, fino a quando Ramses non sarà costretto ad accettare la proposta del profeta. Inseguito dall'esercito del faraone, Mosè apre le acque del Mar Rosso e le attraversa col suo popolo, richiudendole poi sull'esercito egiziano e distruggendo l'armata. Giunto sul Sinai il profeta riceve i dieci comandamenti mentre, a valle, gli ebrei adorano un vitello d'oro. Mosè, sceso dal Sinai, punisce gli idolatri.
Nella seconda parte del film due fratelli amano la stessa donna e uno dei due, dopo aver maltrattato la giovane, muore in un naufragio. Sarà allora il fratello vivo a prendersi cura di lei.

### Prima parte
Il film si apre sull'immagine degli schiavi ebrei che, sotto l'ombra delle gigantesche statue di Ramses, lavorano per le città del faraone, oppressi dalla mano degli egiziani. Un burbero sorvegliante costringe, a colpi di frusta, gli israeliti a spingere un'enorme sfinge. La giovane Miriam, la sorella di Mosè, cammina per il cantiere portando acqua agli schiavi. Il sorvegliante ha sete e chiede acqua alla schiava. La donna però, osservando la sofferenza dei fratelli, dà da bere a uno schiavo sofferente, causando l'ira dei guardiani che lo frustano e lo lasciano tramortito per terra, ordinando di continuare i lavori.
Suonano le trombe, ed entra in scena il faraone Ramses. I sorveglianti si inginocchiano di fronte al loro signore, costringendo gli schiavi a fare altrettanto. Dathan, uno degli israeliti, osa alzare il volto e per questo riceve una sonora frustata. Il faraone ordina che si continuino i lavori. Lo schiavo, che poco prima era stato percosso per aver bevuto, cade per la stanchezza. Il volere del monarca è però perentorio, e chi osa ostacolare gli ordini del faraone, pur senza volerlo, morirà. I lavori continuano e l'israelita finisce schiacciato sotto il carro che conduce l'enorme sfinge. Miriam osserva la triste scena e prega il Signore di donare loro la libertà.

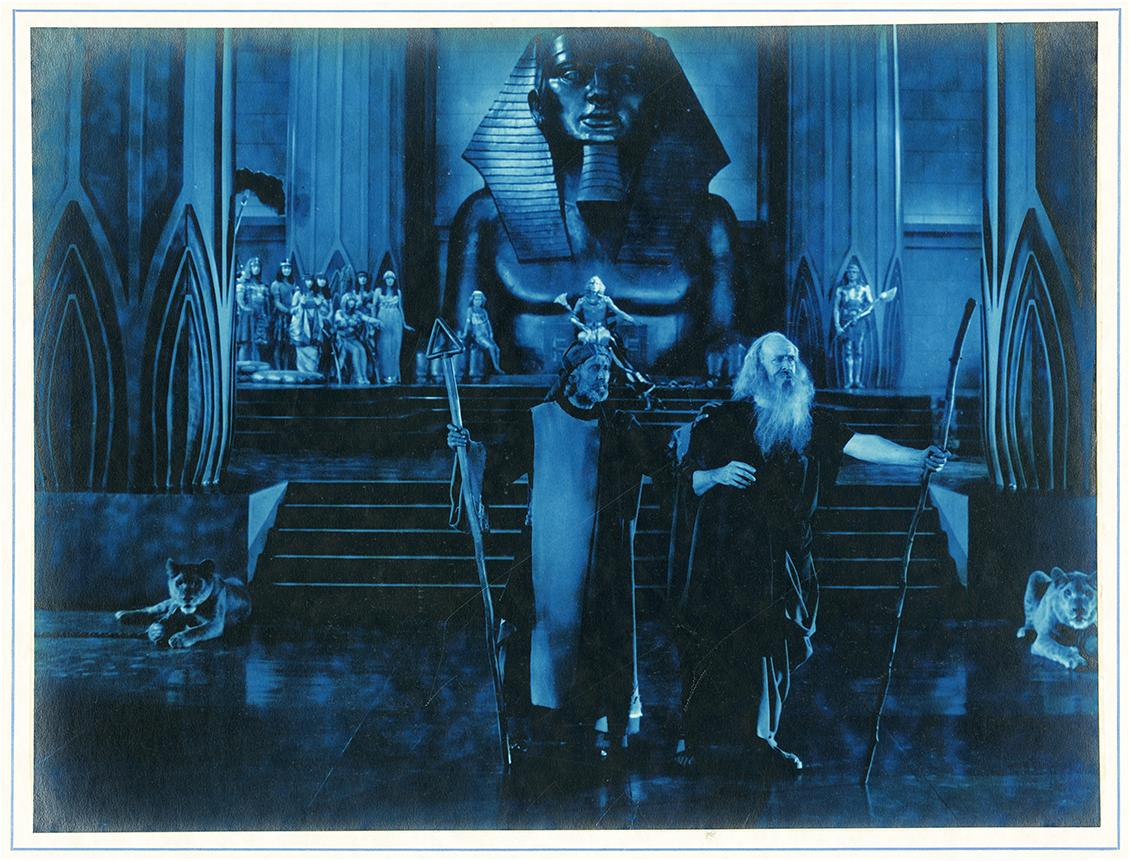
Mosè e Aronne alla corte del faraone

Dio manda allora in Egitto Mosè che, insieme al fratello Aronne, si reca alla corte del faraone. Il sovrano seduto sul trono, in compagnia del figlio e della moglie, non vuole cedere alle richieste del profeta. Ha già sopportato nove piaghe a causa sua ma non vuole arrendersi al volere di un Dio che non conosce. Mosè profetizza ora l'ultima piaga, la morte dei primogeniti. Ramses e sua moglie impallidiscono di fronte alle parole dell'ebreo, ma il sovrano ordina che sia condotto fuori dal suo palazzo. Mosè cerca di convincerlo a smettere di resistere, ma non viene ascoltato.
La vendetta del Signore si abbatte così sui primogeniti, e il palazzo reale è invaso da orribili tenebre. Da quel buio fuoriesce la figura della guardia personale di Ramses che conduce al suo signore il corpo morto del principino. Il faraone prende in braccio il proprio piccolo, mentre giunge Mosè. Il suo Dio ha vinto, e il faraone lascerà partire il popolo d'Israele. Ramses si avvicina alle statue degli idoli egiziani e chiede la resurrezione del figlio. Il mattino dopo, gli israeliti, organizzati da Giosuè e guidati da Mosè, escono dall'Egitto, diretti verso il Mar Rosso. Il cuore del faraone diventa di pietra: i suoi idoli non rispondono e lui si sente un perdente. Lascia la salma del figlio sopra l'altare e suona con forza un enorme gong. Avvertiti dalla chiamata, giungono velocemente tutti i soldati del faraone per inseguire ed uccidere gli ebrei e così vendicare i primogeniti. Le guardie accorrono portando le armi e l'armatura del faraone.

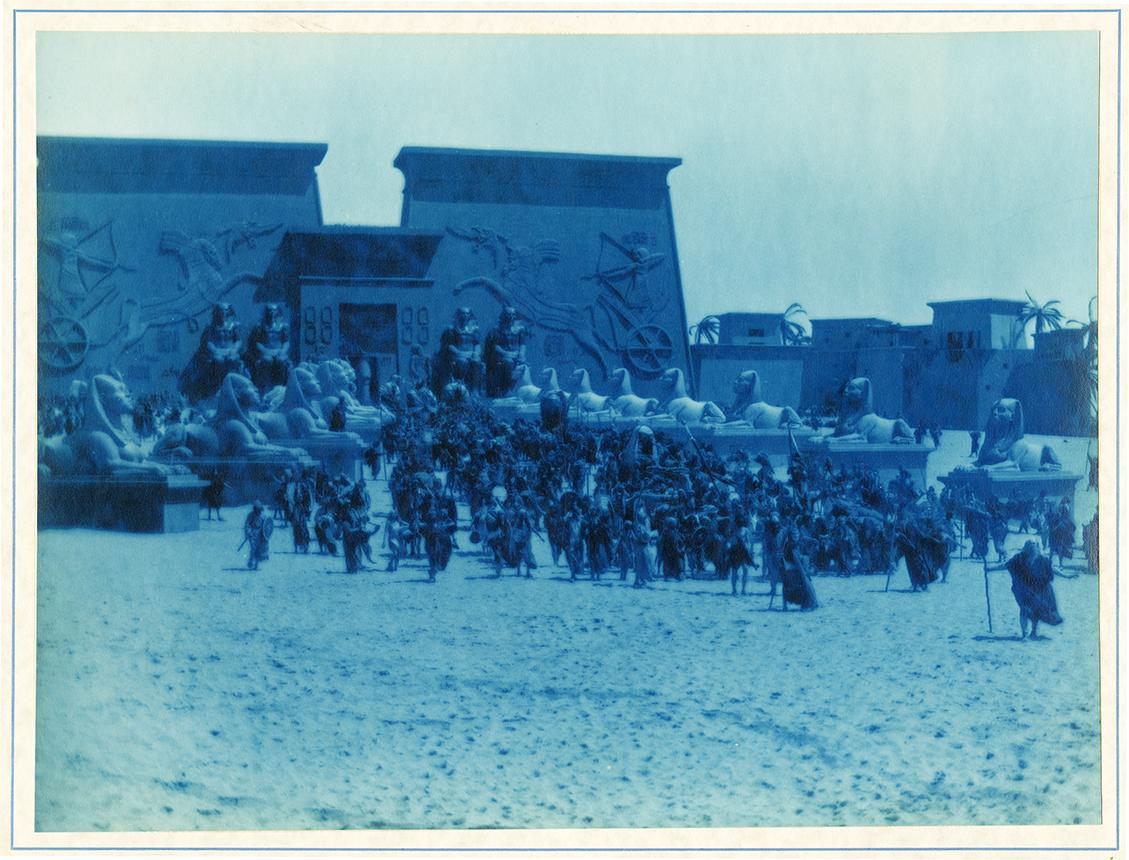
I carri da guerra degli egiziani

Intanto Mosè e gli altri israeliti, ignari di tutto, attraversano il deserto e giungono alle rive del Mar Rosso. Seicento carri da guerra si radunano di fronte alle porte della capitale. Il faraone, armato, esce dal proprio palazzo e sale sul carro da guerra. Muove verso il deserto, seguito dai propri uomini. Ma la mano del Signore agisce già contro di loro: alcuni carri vengono ribaltati e non possono dunque continuare la spedizione.
Gli israeliti, accampati lungo la costa, vedono arrivare le truppe faraoniche, si sentono perduti e corrono a chiedere aiuto a Mosè. Il profeta li rassicura: il Signore combatterà al loro fianco. Ramses e i suoi uomini si avvicinano, alcuni di loro perdono il controllo dei cavalli e precipitano attraversando alcune dune.
Dathan aizza il popolo a ribellarsi a Mosè e a lapidarlo, ma il Signore protegge il suo popolo e una muraglia di fuoco blocca il passaggio agli egiziani. Gli israeliti sono sicuri che Dio li salverà. Mosè, su ordine divino, apre le acque del Mar Rosso, formando due muraglia d'acqua, a destra e a sinistra. Gli israeliti oltrepassano il mare e giungono così all'altra riva. Il faraone e i suoi uomini sono sconvolti quando ecco la muraglia di fuoco si spegne, possono passare anche loro.
Ramses non esita: inseguiranno gli ebrei e li uccideranno, non ha paura del loro Dio. Le armate faraoniche entrano all'interno del Mar Rosso, gli ebrei si stringono l'un l'altro per paura, gli egiziani piombano su di loro. Mosè ordina alle acque di richiudersi e queste obbediscono, travolgendo il faraone e i suoi uomini. L'esercito viene distrutto, i loro corpi e i loro carri sommersi. Gli israeliti sono finalmente liberi.

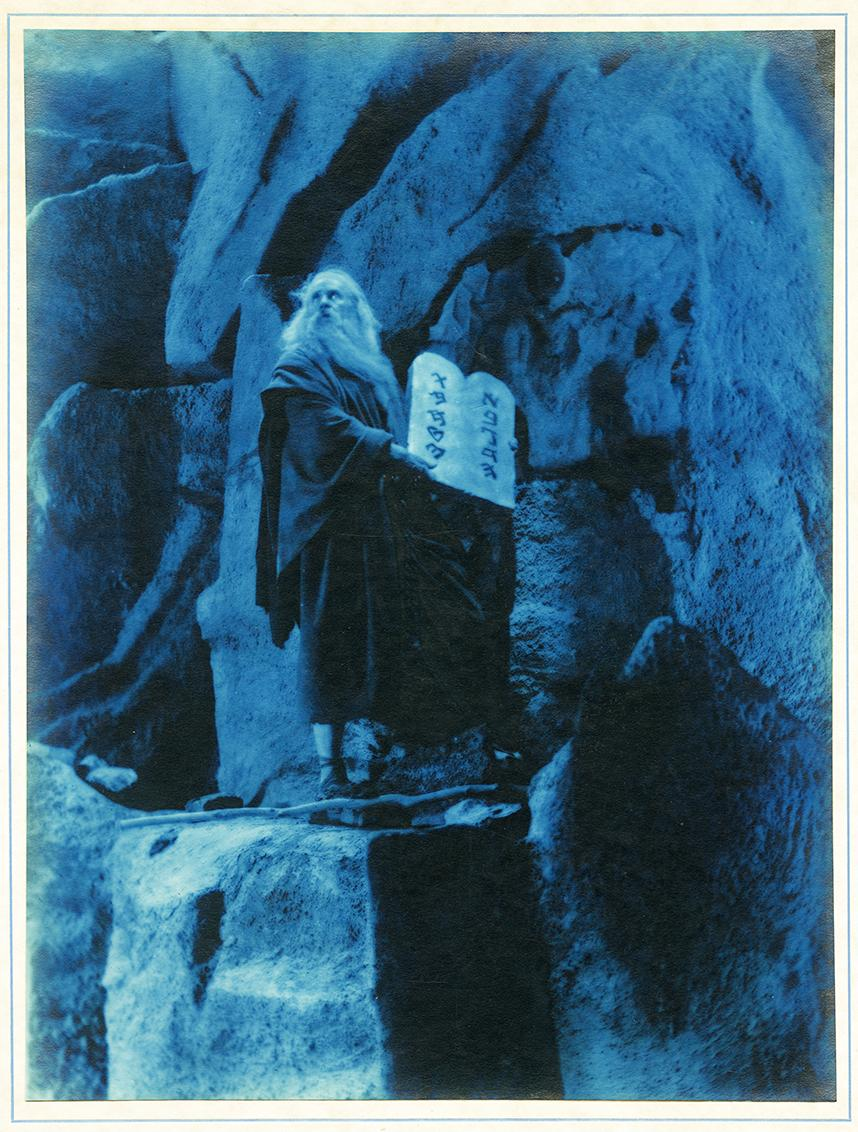
Mosè con le tavole della legge

Dopo tre mesi di cammino, giungono alle pendici del Sinai dove Mosè, guidato da Dio, trascrive ciò che il Signore gli dice. Scolpisce dunque sulla pietra dieci leggi da seguire, i dieci comandamenti. A valle però gli israeliti, convinti che Mosè sia morto e che il Signore li abbia abbandonati, decidono di fondere tutti i loro oggetti d'oro per costruire un idolo, un vitello d'oro. Guidati da Aronne, Dathan e Miriam gli ebrei adorano la divinità pagana e festeggiano, acclamandolo come loro dio. Solo Giosuè rimprovera i propri fratelli per tale abominio, venendo per questo scacciato dal campo. Miriam danza intorno alla statua ma, quando Dathan va per baciarla, scopre che è stata colpita dalla lebbra. Il Signore l'ha punita per la sua idolatria e lei si pente per il suo comportamento, mentre Dathan e gli altri continuano a festeggiare. Mosè, sceso dal monte, ritrova Giosuè che, spaventato, gli racconta tutto ciò che è accaduto. Il profeta scende a valle con le tavole della legge e, osservando lo scempio compiuto dalla sua gente, la rimprovera per il proprio comportamento. Scaglia così per terra le tavole, causando un incredibile terremoto che distrugge il vitello d'oro e seppellendo gli idolatri.
Miriam chiede perdono al fratello, la gente spaventata corre verso Dathan per chiedere il suo aiuto ma l'israelita non sa cosa fare. Con questa scena di morte e disperazione si conclude la premessa biblica del film.

### Seconda parte
Nella povera casa di un falegname, un'anziana signora, Martha McTavish, legge il testo delle sacre scritture che descrive la punizione degli idolatri. I suoi due figli, John e Dan, ascoltano il racconto. Mentre John sembra interessato, l'altro, Dan non esita a dimostrare il proprio disprezzo per la storia sacra, suscitando lo sdegno della madre, e anche quando l'anziana donna si alza inorridita, Dan continua a deridere il testo dell'Esodo e in particolare i dieci comandamenti. Non contento, fa finta di adorare una medaglietta d'oro, pregandola di far venire a lui altre medagliette d'oro per farlo contento. John mette fine allo stupido scherzo rivelando una verità a cui il fratello non crede più: Se tu non rispetti i Dieci Comandamenti, costoro si ritorceranno contro di te. Le sue parole suscitano soltanto l'ilarità di Dan che comincia a prendere in giro anche lui. Alla fine, di fronte a una bestemmia del figlio, Martha va su tutte le furie e gli ordina di andar fuori di casa, mentre piove a dirotto. Dan può rimanere dentro, ma solo se chiederà perdono a Dio per il suo peccato. Il giovane si rifiuta di credere alla sua esistenza e finisce per questo sotto la pioggia torrenziale.
Intanto, nelle vicinanze di una tavola calda, si trova, bagnata fradicia, la povera Mary Leigh. Nella stessa tavola calda entra ora Dan, soddisfatto delle proprie cattive azioni. Si diverte con il barista, raccontando il proprio disprezzo per Dio e le sue leggi. Il giovane ordina un panino e poco prima di mangiarlo discute con un amico. Mary, mezza morta di fame, osserva dall'esterno il cibo destinato a Dan e, mentre questi è distratto, lo prende di nascosto. Il ragazzo riesce però a scovarla con le mani nel sacco e la insegue insieme ad altra gente. Mary fugge via e si nasconde in una bottega di falegname, in realtà John.
Il giovane non esita ad aiutare la poveretta offrendole del cibo caldo e un posto per dormire. La verità è che il falegname sembra essere attratto dalla bellezza della vagabonda. Entra però anche Dan, che trova così la fuggitiva. Fa però finta di non riconoscerla e mostra soltanto, quasi per gioco, un quadretto appeso sul muro con la scritta: Non rubare. Mary si fa una bella risata, considerando la Bibbia un libro ammuffito, e preferirebbe leggere un bel romanzo. I due bricconi sembrano fatti l'uno per l'altra, e John non può far parte di quel mondo.
Martha accoglie comunque il figlio nella propria casa e gli permette di mangiare insieme al fratello e alla dolce ospite. L'anziana donna chiede però che prima di mangiare ci sia un attimo di meditazione e preghiera. Dan e Mary si guardano negli occhi e ridono in silenzio, cercando di non farsi notare da Martha. John lancia un'occhiata di ammonimento ai due. Crede anche lui che il comportamento della madre sia un po' esagerato ma vuole il meglio per tutti e quindi preferisce ascoltare i suoi consigli.
È una domenica pomeriggio. Dan e Mary ballano ascoltando alcuni dischi. John ha comprato un anello, che vuole regalare alla ragazza, insieme a un mazzetto di fiori d'arancio, volendo fare la fatidica domanda: "Vuoi sposarmi?". Ma mentre dona questi a Mary finisce, per un equivoco, per far credere alla giovane che i regali siano di Dan e non suoi, rendendola praticamente lusingata dalle attenzioni di Dan. John preferisce allora mettersi da parte e dare campo libero al fratello minore, benché abbia speso tutti i suoi risparmi per comprare l'anello. Non vuole ferire nessuno dei due, ma soffre terribilmente.
La musica nel grammofono inizia a dare fastidio alla madre che chiede al figlio di smetterla, ricordandogli come la domenica sia giorno del Signore, un giorno da rispettare. I due cercano di farle capire che loro sono ancora giovani e hanno bisogno di divertirsi, ma Martha non sente ragioni e distrugge il disco. Accorre John che cerca di difendere il fratello.
Martha non sa più come difendersi, conscia che Dan e Mary non seguiranno mai la strada del bene, e decide quindi di andarsene via lei da casa sua. Mary la ferma: è lei l'ospite, sarà lei che andrà via. Dan decide di andarsene con l'amata, dichiarando alla madre di voler vivere una vita dissoluta, infrangendo tutti e dieci i comandamenti, sconvolgendo Martha. John, rimasto solo, dice a sé stesso che lui rimarrà un semplice falegname, e non cercherà il successo come il fratello, perché quello è l'unico lavoro che è in grado di fare. La madre lo conforta: c'è stato un grande uomo che, un giorno, scese sulla terra e decise di svolgere la mansione di falegname.

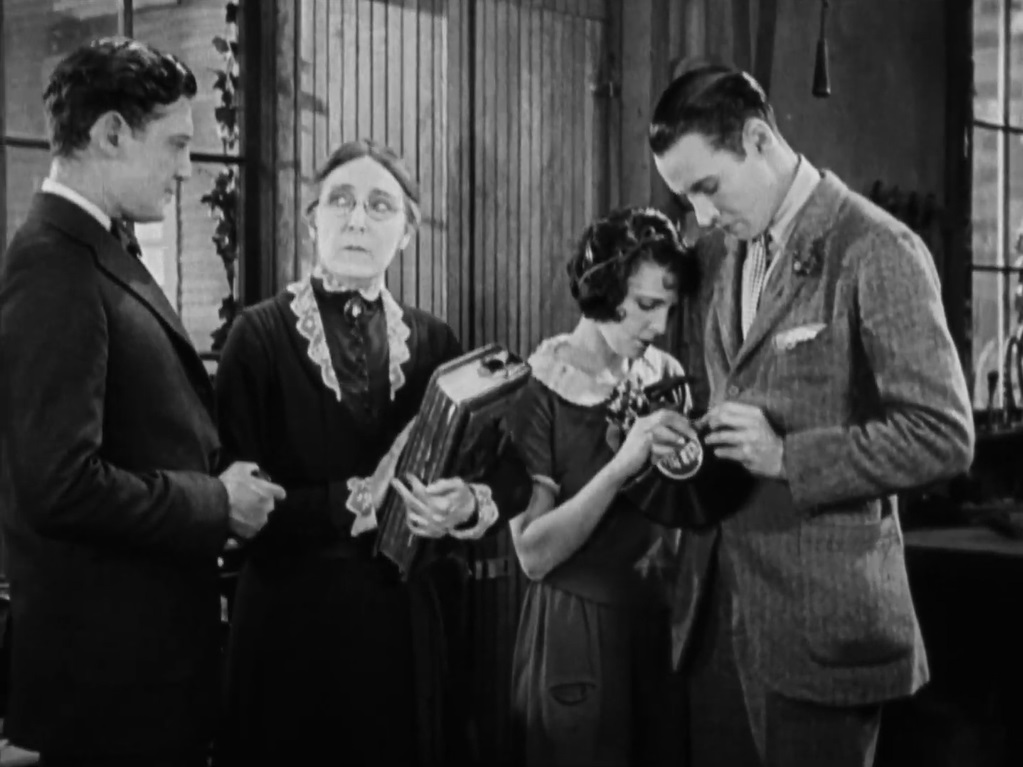
Richard Dix, Edythe Chapman, Leatrice Joy e Rod La Rocque in una scena del film

Tre anni dopo, Dan è diventato ricco e potente, un grande impresario edile, vive nel lusso, e ha sposato Mary, il tutto mentre la corruzione dilaga ormai nella sua esistenza. Gli è stata commissionata la costruzione di una cattedrale, che verrà costruita su un terreno instabile e con materiali scadenti per accaparrarsi così il denaro dei lavori. Arriva John, che porta con sé il ritratto della madre, che vuole donare al fratello. Dan, benché non voglia mostrarlo, non sembra affatto contento del regalo, così come Mary. Dan pensa di immischiare il fratello nei suoi loschi affari, e lo nomina capo carpentiere per i lavori della cattedrale. John esita nell'accettare; avendo sentito che le costruzioni del fratello sono realizzate con materiale scadente, non vorrebbe essere implicato in questa storia, ma alla fine, per l'amore filiale verso la madre, accetta l'accordo. In effetti il giovane non si sbagliava: insieme al calcestruzzo, Dan fa mettere dai propri uomini una dose maggiore di juta, importata da Calcutta, in modo da risparmiare. Il carico si ferma momentaneamente nell'isola di Molokai, un lebbrosario, e quando la nave giunge a San Francisco, da uno dei sacchi sbuca una misteriosa figura di donna che si nasconde fra le tenebre.
Intanto stanno per concludersi i lavori di costruzione della cattedrale. In una baracca, che funge quasi da ufficio, Dan e il socio discutono. Il giovane mostra all'amico una bellissima collana di perle, non per sua moglie ma per un'adescatrice d'uomini, Sally Lung, mezza francese e mezza cinese, la donna uscita dal sacco di juta. Arriva Mary, fermata prontamente dal segretario, che le risponde che suo marito è uscito poco prima. Mary trova però per terra un guanto da donna e sospetta il tradimento del marito, senza che il segretario sappia cosa dire.
La donna esce dalla baracca e intravede, in cima all'impalcatura della cattedrale, John che lavora. I due si salutano e Mary, che aveva portato il pranzo per il marito, decide di salire fin lassù per dividerlo con il cognato. Dall'alto dell'impalcatura vede Dan che si dirige chissà dove, in compagnia di Sally Lung. Il cemento fradicio della costruzione si spezza sotto i piedi della sposa tradita, che per fortuna prontamente viene salvata da John.
Il giovane carpentiere scopre così la scarsissima qualità del materiale impiegato: il calcestruzzo si sta già decomponendo. John medita di far fermare i lavori, ma il socio di Dan lo blocca, promettendogli una grossa somma nel caso mantenga il silenzio. John risponde a questa pretesa di omertà sferrandogli un pugno sul naso. John si reca dunque dal responsabile e scopre la verità.
Intanto la vecchia Martha ha deciso di recarsi al cantiere per vedere come procedono i lavori. Sulle mura della chiesa svettano due enormi tavole di pietre, sulle quali saranno scolpiti i dieci comandamenti. Nella baracca, John e Dan, ignari della presenza della madre, litigano fra di loro, anche perché il primo ha persino ordinato di sgomberare il cantiere. Scoppia la tragedia: il cemento delle mura crolla, e un enorme spacco fa crollare una parete della cattedrale, travolgendo la povera Martha. John e, soprattutto, Dan rimangono sconvolti dall'accaduto. Il rimorso comincia ad affondare nel cuore di Dan, e sulle tavole di pietra, miracolosamente rimaste intatte, appare una scritta terrorizzante per il truffatore: Non rubare, uno dei comandamenti che aveva infranto e a causa del quale aveva ucciso indirettamente la sua stessa madre. Se violi i comandamenti, essi si ritorceranno contro di te, aveva detto una volta John al fratello, e questo si era avverato. Nel suo ufficio Dan è bistrattato dalle accuse che gli fanno giornali e riviste. Ha bisogno di denaro per pagare i danni che lui stesso ha causato. Sta per impazzire, e dovrebbe cambiare il proprio percorso, ma è questo a farlo precipitare nel baratro. Decide di dirigersi da Sally Lung, alla quale aveva regalato una costosa collana di perle, per farsela restituire e risarcire così i danni finanziari.
La donna sta leggendo proprio in quel momento un articolo che la riguarda. Non è soltanto una clandestina venuta in America sulla nave carica di juta, ma una lebbrosa dell'isola Molokai. Entra Dan a chiederle aiuto, ma lei non vuole darglielo, e cerca anzi di cacciarlo. Il giovane, infuriato, butta fuori di casa la cameriera che lo aveva pregato di uscire, e riesce a portarle via la collana di perle, per poi scoprire, sbalordito, che la sua amante è una lebbrosa, e dato che si è ad essa unito, adesso finirà sicuramente per esserne contagiato anche lui.
Ritornano nella sua mente i racconti che gli leggeva la madre e quello di Miriam, colpita dalla lebbra perché aveva peccato. Ora lui, il peccatore per eccellenza, sta per fare la sua stessa fine. La follia ottenebra il senno di Dan che estrae una pistola e uccide a sangue freddo Sally, e mette nelle sue mani l'arma del delitto per far credere che si sia tolta la vita, ignaro che la cameriera, buttata poco prima fuori di casa, ha visto tutto.
Il peso dei suoi peccati lo opprime: non solo ha imbrogliato, tradito, offeso la madre, costretto degli uomini ignari e deboli, persino suo fratello, a lavorare per lui come schiavi per un progetto folle, adesso ha anche ucciso premeditatamente e provocato la morte della madre stessa. È un lebbroso, un assassino, un peccatore. Torna a casa di corsa, ma, per quanto un uomo possa fuggire, non potrà mai salvarsi dalla propria coscienza, e decide di bere per dimenticare. Trova una bottiglia di whisky, ma anche il ritratto della madre su cui compare perentoria una scritta: Non uccidere. Dan, sicuro di aver contagiato anche la moglie Mary, corre in camera da letto dove la moglie sta dormendo e le confessa tutto. La poveretta inorridisce, credendo che anche lei sia stata contagiata. Nello stesso momento arrivano al piano di sotto due poliziotti che cercano l'assassino di Sally. Mary nasconde il marito sotto le lenzuola e fa finta di non averlo visto. I poliziotti le credono ed escono, decisi ad aspettare l'assassino al piano di sotto. Dan scappa dalla finestra sotto la pioggia a dirotto.
Mary è disperata, è convinta di essere anche lei una lebbrosa, e decide di uccidersi, ma non prima di lasciare un messaggio a John. Dan intanto si è recato al porto, sale su un motoscafo (denominato “Sfida”, come quella che lui sta giocando contro Dio) deciso di recarsi in Messico. Mary ha lasciato il messaggio nella falegnameria di John, ma il giovane riesce a vederla e la invita ad entrare in casa, benché lei si rifiuti perché si crede contagiata. John però vuole consolarla e usa il testo che può confortare l'animo di un individuo: la Bibbia. Sul mare in tempesta, Dan sta per schiantarsi contro uno scoglio, molto simile al monte Sinai, sul quale appaiono, spaventosi, i dieci comandamenti. Così, Dan muore, schiantatosi. Nella povera falegnameria di John, il giovane legge a Mary un testo pieno di speranza e fiducia in Dio. All'inizio, la madre leggeva una storia molto severa, la morte degli idolatri, ora il figlio racconta un commovente brano del Vangelo, la guarigione della lebbrosa. Gli occhi di Mary si illuminano al sentire come l'immonda sia stata guarita per volere di Gesù. Il sole splende all'esterno, e la sua sofferenza è finalmente finita, lasciando il posto a una vita di serenità.

## Distribuzione

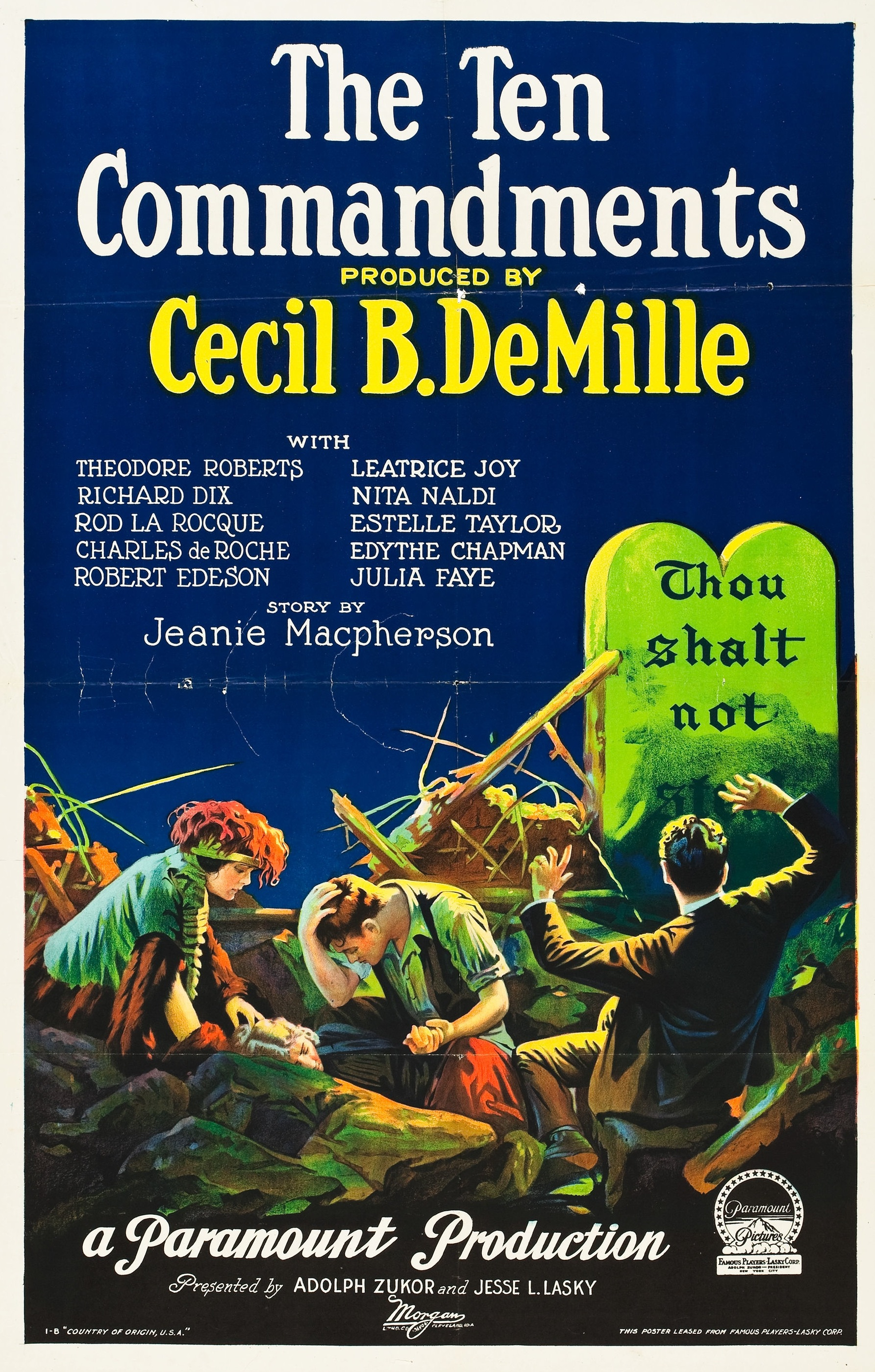
Il poster originale del film

### Data di uscita
- Stati Uniti d'America 23 novembre 1923
- Italia: 1924
- Giappone: 6 febbraio 1925
- Finlandia: 28 settembre 1925
- Portogallo: 19 dicembre 1927

### Titoli
- Stati Uniti d'America: The Ten Commandments (titolo originale)
- Austria e Germania: Die zehn Gebote
- Brasile e Portogallo: Os dez Mandamentos
- Grecia: Ai deka entolai
- Italia: I dieci comandamenti
- Finlandia: Kymmenet käskyt
- Francia: Les Dix commandements
- Spagna: Los diez mandamientos
- Ungheria: Tízparancsolat[2]

## Censura
La censura italiana impose per la versione distribuita nel territorio nazionale che nel 1° atto del secondo episodio dalla prima didascalia venissero eliminate le parole: "inzuppato di sangue".